# Minuwangoda
Minuwangoda (syng. මිනුවන්ගොඩ, tamil. மினுவந்கொட) – miasto w Sri Lance, w prowincji Zachodnia.